# 7112 Ghislaine
7112 Ghislaine este un asteroid din centura principală de asteroizi.

## Descriere
7112 Ghislaine este un asteroid din centura principală de asteroizi. A fost descoperit pe 3 aprilie 1986 la Observatorul Palomar de Carolyn S. Shoemaker și Eugene M. Shoemaker. Asteroidul prezintă o orbită caracterizată de o semiaxă mare de 2,76 ua, o excentricitate de 0,15 și o înclinație de 16,4° în raport cu ecliptica.